# Княз Александър I (площад в София)
„Княз Александър I“ е площад в централната част на София, наречен е на княз Александър I Български.
На площада се намира бившият царски дворец (в който днес се помещават Националният етнографски музей и част от Националната галерия), а от 1949 до 1999 г. на него е бил и мавзолеят на Георги Димитров.
Площадът е преименуван на „Александър I“ от юни 2007 г.

## История
Площадът съществува от преди Освобождението, когато се е намирал 200 м южно от настоящото си местоположение. Всъщност площадът се „мести“ най-малко два пъти в историята си. Преди да бъде въведен новия градоустройствен план на столицата в края на 19 век, площадът се е намирал отвъд Градската градина, която тогава е била по-малка и площадът е бил на мястото на днешния фонтан пред Народния театър.  По време на Царска България площадът е бил разположен западно от двореца, където днес се намира паркингът между галерията и Партийния дом, като районът на днешния площад е бил заграден като част от градините на двореца. 
По времето на комунизма площадът е преместен на днешното си място южно от Галерията и се е наричал „площад Девети септември“, като от южната му страна караулното на Двореца е било съборено, а по-късно на негово място е построен мавзолеят на Георги Димитров.  През 1999 г. с решение на правителството на Иван Костов мавзолеят е разрушен, като на 21 август 1999 г. под командване от министър Евгений Бакърджиев е неуспешно взривен в 14:37 ч., а по-късно след още три големи взрива разрушаването продължава с машини. Последните отломки са извозени в късния следобед на 27 август 1999 г.
След 1990 г. площадът е преименуван на площад „Княз Александър Батенберг“, но е популярен и с името площад „Демокрация“. С Решение № 638 от 12.07.2007 г. на Столичния общински съвет името на централния площад на столицата е коригирано на площад „Княз Александър I“.
Понастоящем той е около 100 м дълъг и 30 м широк, като според някои карти се простира на още 50 м северозападно, по продължение на бул. „Цар Освободител", в района между бившия Партиен дом и Българската народна банка.

## Мероприятия
На площада редовно се състоят концерти, в частност новогодишни, например на Горан Брегович през 2009/10 г.,  и международния концерт/наградна церемония на телевизия Балканика през май 2010.  През декември 2007 е построена специална 30-метрова рампа и са докарани 250 тона сняг за кръг от световния шампионат по сноуборд. 